# Лука Берберовић
Лука Берберовић (Морињ, 19. јануар 1934), српски је сликар и ликовни педагог из Бока которске.

## Биографија
Лука Берберовић је завршио Школу умјетничких заната у Херцег Новом. Академију за примењене уметности у Београду завршио је 1958. године. До 1966. радио је као професор ликовне уметности у Херцег Новом, а од 1969. до 1987. предавао је на одсеку за сликарство на Педагошкој академији у Никшићу.
По писању Олге Перовић, Лука Берберовић је "у миљеу Боке и њеној прошлости, налазио трајну инспирацију, теме и ликове."

## Самосталне изложбе
- 1967. Галерија „Спонза“, Дубровник
- 1968. Галерија „Јосип Бепо Бенковић“, Херцег Нови
- 1970. Умјетнички павиљон, Титоград
- 1994. Модерна Галерија, Будва
- 1997. Галерија „Мост“, Подгорица
- 2000. Галерија „Дворац Петровића“, Подгорица
- 2001. Галерија хотела „Плажа“, Херцег Нови
- 2010. Интернационатионал Арт Студио „Радован Трнавац Мића“, Ваљево,
- 2011. Хотел „Вардар“, Котор
- 2014. Галерија „Јосип Бепо Бенковић“, ретроспектива, Херцег Нови
- 2017. Галерија Музеја Пераста

## Награде
- Зимски салон у Херцег Новом (1969)
- Салон југословенске умјетности "13. новембар" у Цетињу (1979)